# Jack Parsons
John Whiteside Parsons (nombre de nacimiento Marvel Whiteside Parsons) (2 de octubre de 1914 - 17 de junio de 1952) fue un ingeniero aeroespacial, científico y ocultista estadounidense. 

## Carrera científica
Como científico e ingeniero trabajó en 1936 para el Guggenheim Aeronautical Laboratory del Instituto Tecnológico de California y fue cofundador del Laboratorio de Propulsión a Chorro, ayudando a desarrollar el cohete de combustible sólido y siendo uno de los partícipes del inicio de la era espacial.

## Creencias religiosas
Como ocultista, Parsons se interesó por el trabajo del mago británico Aleister Crowley y su religión llamada Thelema e incluso ingresó en una de las organizaciones esotéricas lideradas por Crowley; la Ordo Templi Orientis llegando a ser la cabeza de la Logia Ágape en California en 1942. Parsons aseguraba que sus creencias religiosas y mágicas no contradecían su labor científica y realizaba oraciones al dios pagano Pan antes del despegue de cada cohete. También comenzó a realizar rituales mágicos para concebir lo que Crowley llamaba una Mujer Escarlata o Babalon, una Niña de la Luna (Moonchild) que según la Thelema sería un ser humano de magia pura capaz de convertirse en una figura mesiánica para la Nueva Era. Realizó ingentes esfuerzos de magia sexual para concebir una Niña de la Luna tanto con su pareja Sara Northrup como con su segunda esposa y también ocultista, Marjorie Cameron.

## Vida personal
Parsons estuvo casado con Helen Northrup, aunque después inició un romance con su cuñada Sara Northrup, lo que provocó el divorcio. Posteriormente, siendo novio formal de Sara Northrup, conoció al escritor y fundador de la Cienciología L. Ronald Hubbard con quien comenzó a trabajar en el campo de la magia y a realizar prácticas designadas por Crowley. Eventualmente Hubbard se haría amante de Sara Nothrup, con quien escaparía llevándose una importante suma de dinero de Parsons, que denunció a Hubbard por robo. La amistad entre ambos terminó definitivamente en 1947 como Crowley había predicho. 
Posteriormente Parsons conoció a una mujer ocultista llamada Marjorie Cameron con la que se casó.

## Muerte
Parsons murió en 1952 después de una explosión química en el laboratorio de su casa, según la creencia popular, mientras realizaba un experimento mágico.

## Eponimia
- El cráter lunar Parsons lleva este nombre en su memoria.[7]
- La banda The Claypool Lennon Delirium compuso una canción llamada "Blood And Rockets: Movement I, Saga Of Jack Parsons - Movement II, Too The Moon" basada en la vida y legado de Jack Parsons.